# Херман Пиетробон
Херман Ариел Пиетробон (Germán Ariel Pietrobon) е аржентински професионален футболист. Той е централен нападател. Висок е 178 см и тежи 75 кг.

## Кариера
Пиетробон преминава през всички нива на футболната школа на Росарио Сентрал, но преди да направи дебют за първия отбор, е продаден на Сан Мартин (Сан Хуан). След това прекарвасезон 2006/ 2007 в тима на Сенрал (Кордоба), а през лятото на 2007 е привлечен в българския Пирин (Благоевград). В първия си сезон в А група аржентинецът бележи 10 попадения и подава 1 завършващ пас за 27 мача (Пирин завършва сезона на 8- о място). През втория си сезон за 14 участия за първенство гаучото се е разписал 5 пъти. Пиетробон е добър голмайстор с усет към попадението. По-силният крак му е десният. Въпреки не особено високия си ръст се отличава с добра игра с глава. Заедно Борислав Хазуров и Марио Метушев Херман е постоянна заплаха за противниковите отбори.